# Armiñon
Armiñon là một đô thị trong tỉnh Álava, thuộc Xứ Basque, phía bắc Tây Ban Nha. Đô thị này nằm cách thủ phủ Victoria 24 km, có diện tích 10,6 km² và dân số là 199 người (INE 2007) với mật độ 18,77 người/km². Mã số bưu chính là 01220.